# 幸福蓝海
幸福蓝海影视文化集团股份有限公司（深交所：300528），简称幸福蓝海，是中华人民共和国的一家影视公司，由江苏省广播电视总台（集团）控股，成立于2005年。该公司是中国大陆省级广电媒体中，较早组建以影视剧制作为主营业务的企业。幸福蓝海将江苏广电旗下的多家电视剧制作公司进行了整合，实现制播分离，实行企业化、市场化运营。业务覆盖电视剧的投资、制作与发行，以及电影全产业链。

## 历史
幸福蓝海的前身为2005年11月18日成立的江苏蓝海传媒营销有限责任公司，当时业务是主要代理江苏综艺频道和江苏影视频道广告。2007年12月，蓝海传媒营销公司重组，将江苏广电属下企业天地纵横、盛世影视、众望影视整合至该公司，将江苏广电电视剧、专题片、电影、动漫等业务，以及新媒体业务全部进行企业化、市场化运作。2009年7月6日，蓝海传媒营销公司更名为幸福蓝海，此后新设蓝海传媒、蓝海中天龙、影院发展公司等企业。幸福蓝海于2010年不再经营广告代理业务，2011年12月起开始专注电视剧业务和电影业务，退出动画片、纪录片、专题片、演唱会经纪业务，剥离新媒体业务的少数股权。
2011年9月，幸福蓝海进行增资扩股，引入了13名战略投资者。其中，演员吴秀波是当时第六大股东，认购金额为4503.84万元人民币，其中3000万元为借款。另外编剧邹静之也持有幸福蓝海93.15万股，是公司当时的第十四大股东。吴秀波与邹静之是幸福蓝海发行前仅有的两名自然人股东，幸福蓝海也与上述二人签署了合作协议。邹静之为签约编剧，吴秀波则担任签约制作人，双方约定合作期限均为3年。同时，吴秀波在合作期内，为公司拓展多种合作模式的艺人资源。不过根据2017年一季报，吴秀波所持的465.75万股被全数质押。2017年6月，幸福蓝海实施2016年度权益分配方案，吴秀波持股数变更为558.9万股。2019年末，吴秀波所持的幸福蓝海股权均被冻结。
2014年5月28日，中国证监会预披露幸福蓝海的首次公开发行招股说明书。2016年7月26日，幸福蓝海在深交所创业板启动上市申购，拟发行新股7763万股，发行价格每股6.62元，预计募资总额5.14亿元。招股书同时披露，幸福蓝海近3年发行电视剧数量不断增加，但电视剧收入却呈现波动下降趋势，令公司应收账款余额较大。而电影及衍生业务明显增长。2016年8月8日，幸福蓝海正式上市交易，成为深交所创业板首家国有控股电视剧投资制作和电影全产业链经营的上市公司。上市后曾收获16个一字涨停板，总市值最高逾160亿元。
2017年11月20日，幸福蓝海与笛女传媒股东签署股权转让协议，以7.20亿元现金收购笛女传媒80%股份。不过在2019年1月，幸福蓝海对笛女传媒资产组初步进行商誉减值测试时，发现笛女传媒原实际控制人傅晓阳在股权转让前及后续经营过程中，存在提供虚假材料、投资业务与账面记载严重不实情形。2018年计提应收账款坏账准备3.89亿元，对并购产生的4.80亿元商誉全额计提，同时笛女传媒管理层股东确认无法完成业绩承诺。受此影响，2018年幸福蓝海业绩暴跌。另外在2018年上半年，幸福蓝海与笛女传媒电视剧共备案7部，仅有1部播出；2019年上半年电视剧拍摄制作备案公示的431部剧目中，无一部由幸福蓝海备案。其投资的电影作品业绩表现也较为平庸。2019年6月，幸福蓝海将笛女传媒原股东告上法庭。法院受理案件后，对涉案十余被告相应财产实施冻结。此后幸福蓝海增加诉讼请求，请求法院判令公司持有的笛女传媒80%股权恢复至各被告名下。2021年9月1日，南京市中级人民法院一审宣判，撤销幸福蓝海于 2017年11月20日签订的《股权转让协议》，驳回幸福蓝海影视文化集团股份有限公司的其他诉讼请求。2021年10月，傅晓阳等十三名原审被告因不服判决，向江苏省高级人民法院提起上诉，此后因傅晓阳、白云蕊未在规定期限内缴纳二审案件受理费，12月29日江苏省高院裁定自动撤回上诉。

## 业务
幸福蓝海业务涵盖电视剧及电影的投资、制作与发行及电影院线运营。在影视制作发行方面，该公司以“好主题+好品质+好影响”为制作原则，推出作品以主旋律作品为主，2012年以来由幸福蓝海制作的电视剧有20多部在央视一套和央视八套播出，是为央视提供电视剧作品最多的电视剧制作公司。在电影院线运营方面，幸福蓝海院线共拥有558家影城、3368张银幕（截止至2022年12月），覆盖中国大陆各地。幸福蓝海院线在中国大陆的市场占有率位居第七位，同时为江苏省内市场占有率最大的电影院线。

### 出品电视剧
参考来源：
- 2006年《青城之恋》
- 2006年《不想回家》
- 2006年《不谈爱情》
- 2007年《明德绣庄》
- 2007年《梦里花落知多少》
- 2008年《好想回家》
- 2008年《结发夫妻》
- 2008年《撞车》
- 2008年《那些迷人的往事》
- 2009年《人活一张脸》
- 2009年《老大的幸福》
- 2010年《朋友一场》
- 2010年《鲁冰花》
- 2010年《无懈可击之美女如云》
- 2011年《无懈可击之高手如林》
- 2010年《完美婚礼》
- 2011年《香草美人》
- 2011年《断刺》
- 2012年《山楂树之恋》
- 2012年《皮五传奇》
- 2012年《我们的法兰西岁月》
- 2013年《滚滚红尘》
- 2013年《新恋爱时代》
- 2013年《草帽警察》
- 2013年《长安三怪探》
- 2013年《美丽背后》
- 2013年《婚战》
- 2013年《我是机器人》
- 2014年《满山打鬼子》
- 2014年《雪域雄鹰》
- 2014年《二胎》
- 2014年《生命中的好日子》
- 2015年《迫在眉睫》
- 2015年《毕业歌》
- 2017年《最后一张签证》
- 2017年《春天里》
- 2017年《反恐特战队之猎影》
- 2017年《繁星四月》
- 2018年《爱情的边疆》
- 2018年《香蜜沉沉烬如霜》
- 2018年《我们的四十年》
- 2018年《江河水》
- 2018年《娘亲舅大》
- 2019年《梦在海这边》
- 2019年《特赦1959》
- 2019年《空降利刃》
- 2019年《光荣时代》
- 2019年《国宝奇旅》
- 2019年《我要和你在一起》
- 2019年《天衣无缝》
- 2019年《星火云雾街》
- 2019年《封神：刺杀苏妲己》
- 2020年《冰糖炖雪梨》
- 2020年《三叉戟》
- 2020年《湾区儿女》
- 2020年《幸福还会来敲门》
- 2020年《蓝军出击》
- 2020年《石头开花》
- 2021年《海上繁花》
- 2021年《阿坝一家人》
- 2021年《舍我其谁》
- 2022年《数风流人物》
- 2022年《匆匆的青春》
- 2022年《大考》
- 2023年《星落凝成糖》
- 2023年《但願人長久》
- 待播《兵自风中来》
- 待播《人民警察》
- 待播《此山此水此地》
- 待播《裸养》
- 待播《猎隼》
- 待播《库尔班大叔和他的子孙们》

### 出品电影
- 2012年《吴仁宝》
- 2013年《白日焰火》
- 2019年《南方车站的聚会》
- 2019年《误杀》
- 2021年《守岛人》

## 荣誉
该公司于2009年被中宣部等四部委评为“全国文化体制改革先进企业”；2010年获“江苏省文明单位”称号；2014年被评为“南京最具投资价值文化企业”；2012、2014和2016年获得“全国十佳电视剧制作单位”荣誉称号，2017、2018 年获得“全国文化企业30强”提名。公司出品的电视剧曾多次获得全国“五个一工程”奖、“飞天奖”、“金鹰奖”、“白玉兰奖”等荣誉奖项。